# Marokkaans lokaal voetbalelftal (mannen)
Het Marokkaans (lokaal) voetbalelftal is het team dat Marokko vertegenwoordigd in de African Championship of Nations en de FIFA Arab Cup. Het team bestaat enkel alleen uit Marokkaanse spelers die actief zijn in de Marokkaanse competitie.

## African Nations Championship
| African Nations Championship overzicht | African Nations Championship overzicht | African Nations Championship overzicht | African Nations Championship overzicht | African Nations Championship overzicht | African Nations Championship overzicht | African Nations Championship overzicht | African Nations Championship overzicht | African Nations Championship overzicht |      | African Championship of Nations kwalificatie overzicht | African Championship of Nations kwalificatie overzicht | African Championship of Nations kwalificatie overzicht | African Championship of Nations kwalificatie overzicht | African Championship of Nations kwalificatie overzicht | African Championship of Nations kwalificatie overzicht |
| Jaar                                   | Ronde                                  | Plek                                   | Wed.                                   | W                                      | G                                      | V                                      | DV                                     | DT                                     | Wed. | W                                                      | G                                                      | V                                                      | DV                                                     | DT                                                     |                                                        |
| -------------------------------------- | -------------------------------------- | -------------------------------------- | -------------------------------------- | -------------------------------------- | -------------------------------------- | -------------------------------------- | -------------------------------------- | -------------------------------------- | ---- | ------------------------------------------------------ | ------------------------------------------------------ | ------------------------------------------------------ | ------------------------------------------------------ | ------------------------------------------------------ | ------------------------------------------------------ |
| 2009                                   | Niet gekwalificeerd                    | Niet gekwalificeerd                    | Niet gekwalificeerd                    | Niet gekwalificeerd                    | Niet gekwalificeerd                    | Niet gekwalificeerd                    | Niet gekwalificeerd                    | Niet gekwalificeerd                    | 4    | 1                                                      | 2                                                      | 1                                                      | 5                                                      | 6                                                      |                                                        |
| 2011                                   | Niet gekwalificeerd                    | Niet gekwalificeerd                    | Niet gekwalificeerd                    | Niet gekwalificeerd                    | Niet gekwalificeerd                    | Niet gekwalificeerd                    | Niet gekwalificeerd                    | Niet gekwalificeerd                    | 2    | 0                                                      | 2                                                      | 0                                                      | 3                                                      | 3                                                      |                                                        |
| 2014                                   | Kwartfinale                            | 8e                                     | 4                                      | 1                                      | 2                                      | 1                                      | 7                                      | 6                                      | 2    | 1                                                      | 1                                                      | 0                                                      | 1                                                      | 0                                                      |                                                        |
| 2016                                   | Groepsfase                             | 10e                                    | 3                                      | 1                                      | 1                                      | 1                                      | 4                                      | 2                                      | 4    | 3                                                      | 1                                                      | 0                                                      | 11                                                     | 3                                                      |                                                        |
| 2018                                   | Winnaar                                | 1e                                     | 6                                      | 5                                      | 1                                      | 0                                      | 16                                     | 2                                      | 2    | 1                                                      | 1                                                      | 0                                                      | 4                                                      | 2                                                      |                                                        |
| 2020                                   | Winnaar                                | 1e                                     | 6                                      | 5                                      | 1                                      | 0                                      | 15                                     | 3                                      |      |                                                        |                                                        |                                                        |                                                        |                                                        |                                                        |
| 2022                                   | Teruggetrokken na kwalificatie         | Teruggetrokken na kwalificatie         | Teruggetrokken na kwalificatie         | Teruggetrokken na kwalificatie         | Teruggetrokken na kwalificatie         | Teruggetrokken na kwalificatie         | Teruggetrokken na kwalificatie         | Teruggetrokken na kwalificatie         |      |                                                        |                                                        |                                                        |                                                        |                                                        |                                                        |
| Totaal                                 | 2 Titels                               | 4/7                                    | 19                                     | 12                                     | 5                                      | 2                                      | 42                                     | 13                                     | 16   | 7                                                      | 8                                                      | 1                                                      | 27                                                     | 14                                                     |                                                        |

## Arab Cup
| FIFA Arab Cup | FIFA Arab Cup    | FIFA Arab Cup    | FIFA Arab Cup    | FIFA Arab Cup    | FIFA Arab Cup    | FIFA Arab Cup    | FIFA Arab Cup    | FIFA Arab Cup    |
| Jaar          | Ronde            | Plek             | Wed.             | W                | D                | L                | Dv               | Dt               |
| ------------- | ---------------- | ---------------- | ---------------- | ---------------- | ---------------- | ---------------- | ---------------- | ---------------- |
| 1963          | Niet deelgenomen | Niet deelgenomen | Niet deelgenomen | Niet deelgenomen | Niet deelgenomen | Niet deelgenomen | Niet deelgenomen | Niet deelgenomen |
| 1964          | Niet deelgenomen | Niet deelgenomen | Niet deelgenomen | Niet deelgenomen | Niet deelgenomen | Niet deelgenomen | Niet deelgenomen | Niet deelgenomen |
| 1966          | Niet deelgenomen | Niet deelgenomen | Niet deelgenomen | Niet deelgenomen | Niet deelgenomen | Niet deelgenomen | Niet deelgenomen | Niet deelgenomen |
| 1985          | Niet deelgenomen | Niet deelgenomen | Niet deelgenomen | Niet deelgenomen | Niet deelgenomen | Niet deelgenomen | Niet deelgenomen | Niet deelgenomen |
| 1988          | Niet deelgenomen | Niet deelgenomen | Niet deelgenomen | Niet deelgenomen | Niet deelgenomen | Niet deelgenomen | Niet deelgenomen | Niet deelgenomen |
| 1992          | Niet deelgenomen | Niet deelgenomen | Niet deelgenomen | Niet deelgenomen | Niet deelgenomen | Niet deelgenomen | Niet deelgenomen | Niet deelgenomen |
| 1998          | Groepsfase       | 5e               | 2                | 1                | 0                | 1                | 2                | 2                |
| 2002          | Halve finale     | 3e               | 5                | 1                | 2                | 2                | 5                | 6                |
| 2009          | Geannuleerd      | Geannuleerd      | Geannuleerd      | Geannuleerd      | Geannuleerd      | Geannuleerd      | Geannuleerd      | Geannuleerd      |
| 2012          | Kampioen         | 1e               | 5                | 4                | 1                | 0                | 11               | 2                |
| 2021          | Kwartfinale      | 5e               | 4                | 3                | 1                | 0                | 11               | 2                |
| Totaal        | 1 Titel          | 4/10             | 16               | 9                | 4                | 3                | 29               | 12               |